# Germinale Matrixzone
Die germinale Matrixzone (zu lateinisch germinalis von germ „Knospe, Keim, Trieb, Spross“) ist ein in der Neuroradiologie beschriebener stark durchbluteter und zellreicher Bereich im Gehirn. In diesem, an die Seitenventrikel angrenzenden Teil des Gehirns, werden Nervenzellen sowie Gliazellen durch Mitose gebildet.

## Anatomie
Die germinale Matrixzone befindet sich in den subependymalen (unterhalb des Ependyms liegenden) Schichten der beiden lateralen bzw. ersten und zweiten Ventrikel (Hirnkammern).

## Funktion
Nachdem das betroffene Neuron durch Mitose gebildet wurde, migriert dieses in die Region der Großhirnrinde. Somit ist die germinale Matrixzone für die Bildung von Neuronen sowie Gliazellen, welche später in den Kortex migrieren, zuständig. Die Produktion der betroffenen Zellen beginnt in der siebten Woche im Gehirn des Fötus. Nach einer weiteren Woche beginnen die Zellen sich im Kortex zu migrieren. Die germinale Matrix ist besonders während der 8. und 24. Woche des Fötus aktiv.

## Klinische Bedeutung
Bei Neu- und insbesondere Frühgeborenen kann es durch mangelnde strukturelle Integrität zu von der germinalen Matrixzone ausgehenden inteventrikulären Blutungen kommen. Dies kann zu schweren Komplikationen wie Entwicklungsstörungen und zentralen Lähmungen führen.